# 팔라바라이얀
팔라바라이얀은 중세 시대에 촐라와 판디아 정부의 다양한 관리들이 사용하던 칭호이다. 이 칭호는 보자, 찰루키아 등과 같은 다른 지역 사회의 사람들에게 임명된 칭호로 팔라바 왕국과는 아무런 관련이 없다.
예를 들어, 페룬다람(고위 관료) 이라이야반 팔라바라이얀은 서로 다른 시기에 뭄무디솔라-포산 및 우타마 촐라 팔라바라이얀이라는 칭호를 지녔으며, 이 장교는 보자의 가문에 속했다. 보통 팔라바라이얀 칭호는 아루모리팔라바라이얀, 우타마촐라팔라바라이얀, 순다라판디아팔라바이얀 등과 같은 왕의 성과 함께 다양한 관리들에 의해 계승되었다. 또한 푸둑콧타이의 통치자 라구후나타 팔라바라야르는 칼라르 카스트 혈통에 속했다.
또한 찰루키아 가문의 사람들이 이 칭호를 가졌던 사례도 있다. 예를 들어, 비크라마 촐라의 치세 동안 티루맘발람수리라는 이름의 관리가 톤다이만달람의 찰루키이자 비루다라자바야칸카라발라나두의 아나이베리 거주민으로 묘사되었다는 언급이 있다.